# Melasina cirrhocephala
Melasina cirrhocephala är en fjärilsart som beskrevs av Edward Meyrick 1937. Melasina cirrhocephala ingår i släktet Melasina och familjen säckspinnare. Inga underarter finns listade i Catalogue of Life.